# Pieve di Santa Maria a Coeli Aula
La pieve di Santa Maria è un edificio religioso situata a Coeli Aula, nel comune di Montespertoli, in provincia di Firenze, arcidiocesi della medesima città.

## Storia
La pieve di Coeli Aula ha origini antichissime; le prime testimonianze risalgono al IX e al X secolo. Nell'XI secolo nel suo territorio ebbero possessi i Conti Cadolingi e la Badia Fiorentina. Grazie forse alle donazioni di questi enti la chiesa, nel 1093, si dotò di un battistero che le venne costruito davanti alla facciata.
Molto intensi furono i rapporti con la curia di Firenze durante il XII secolo. Il pievano di Coeli Aula aveva infatti importanti incarichi nell'episcopato: il pievano Bernardo fu nominato procuratore vescovile nel 1148 e dal canto suo all'arcivescovo spettava Homagium, vassallagium atque dominium super fideles, vassallos et personas de Celi-Aula cum eorum territoriis.
Alla pieve di Coeli Aula, nel medioevo chiamata anche Cilicciaola, facevano capo otto chiese suffraganee e nel 1260 era ancora censuaria della mensa vescovile visto che in quell'anno il suo rettore si impegnò a pagare 15 staia di grano per il mantenimento dell'esercito fiorentino.
A cavallo tra il XIII e il XIV secolo la situazione economica della pieve non era florida, come dimostrano le decime pagate nel 1276 e nel 1302 limitate a sole 10 lire annue e a causa di questo, il 27 aprile 1301, il pievano chiese un mutuo all'economo della diocesi.
Fino al XVIII secolo la chiesa non fu oggetto di lavori di restauro, tanto che in una visita pastorale del 1657 veniva ricordato soltanto l'oratorio S. Joannis prope Ecclesiam Plebanam ..... in quo est fons Baptesimalis dictae Plebanie, e da ciò si evince che l'antico battistero era stato trasformato in oratorio.
All'inizio del Settecento la chiesa venne completamente ricostruita e già nel 1708 risulta che la Compagnia di Santa Croce avesse un proprio altare nella chiesa; nel 1796 era già stato realizzato il campanile.
All'inizio del XIX secolo venne smantellato il battistero e le tarsie marmoree che decoravano il fondo battesimale vennero collocate all'interno della chiesa. Nel 1888 il comune di Montespertoli decise di ricostruire il battistero ma non se ne fece nulla.
La chiesa è rimasta in funzione fino agli anni sessanta del XX secolo, in seguito fu abbandonata. Nel 1986 fu unita alla parrocchia di Montespertoli e i suoi locali sono stati dati inizialmente in uso all'Associazione Guide e Scouts Cattolici Italiani di Empoli, in seguito nel 1990 è stata costituita l'Associazione EIRENE che ispirandosi ai principi dello scautismo gestisce la struttura.

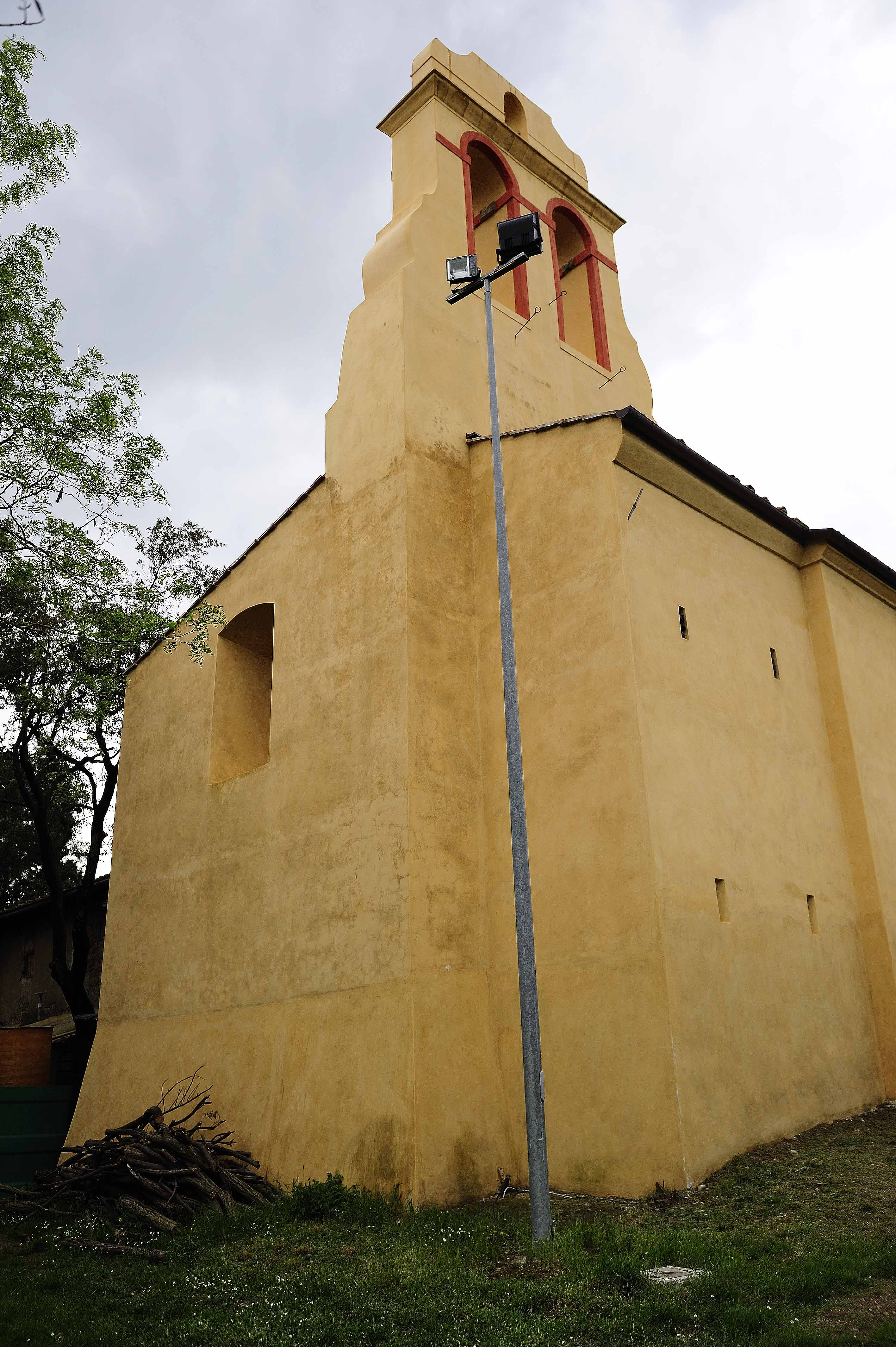
Il Campanile e la Scarsella

## Architettura
Della pieve originaria non rimane pressoché nulla in quanto i materiali sono stati reimpiegati nella casa canonica e nelle case coloniche circostanti. Sotto l'intonaco moderno del fianco settentrionale si intravede il muro originario realizzato in bozze di arenaria.
La chiesa attuale si presenta nella veste conferitole dopo gli ultimi restauri effettuati recentemente. Ha un'unica navata con due cappelle laterali ed è conclusa con una scarsella. La facciata è semplicissima, con un solo un portale sormontato dai resti di un architrave e da un'unica apertura ad occhio. La chiesa ha un campanile a vela realizzato nel XVIII secolo sul volume della scarsella ed a cui sono state tolte le campane.
L'interno, privo delle opere d'arte che vi si conservavano, è coperto a capriate lignee ed è illuminato da una doppia monofora nella scarsella.

### Il Battistero
Di fronte alla chiesa sorgeva il battistero a pianta circolare realizzato nel 1093.
Il battistero esterno alla pieve era presente anche nelle pievi di San Pietro in Bossolo, Sant'Appiano, Sant'Alessandro a Giogoli e nella pieve di Empoli.
All'interno era collocato il fonte battesimale a immersione, attribuito a Lino da Siena. Era realizzato con formelle marmoree finemente intagliate che, dopo lo smantellamento della struttura, sono state collocate nella chiesa principale di Montespertoli. Lo stile di alcune parti delle formelle è molto simile a quelle che si trovano in un architrave della pieve di Sant'Appiano mentre il fonte doveva essere molto simile a quello della chiesa di Sant'Agata a Sant'Agata di Scarperia e San Piero.

## Piviere di Coeli Aula
- Chiesa di San Bartolomeo a Martignana
- Chiesa di Sant'Andrea a Botinaccio
- Chiesa di Santa Maria alla Leccia
- Chiesa di San Donato a Livizzano
- Chiesa di San Michele a Morzana
- Chiesa di San Michele a Quarantola
- Chiesa di San Michele a Spezzano
- Chiesa di San Miniato a Urbana

## Bibliografia

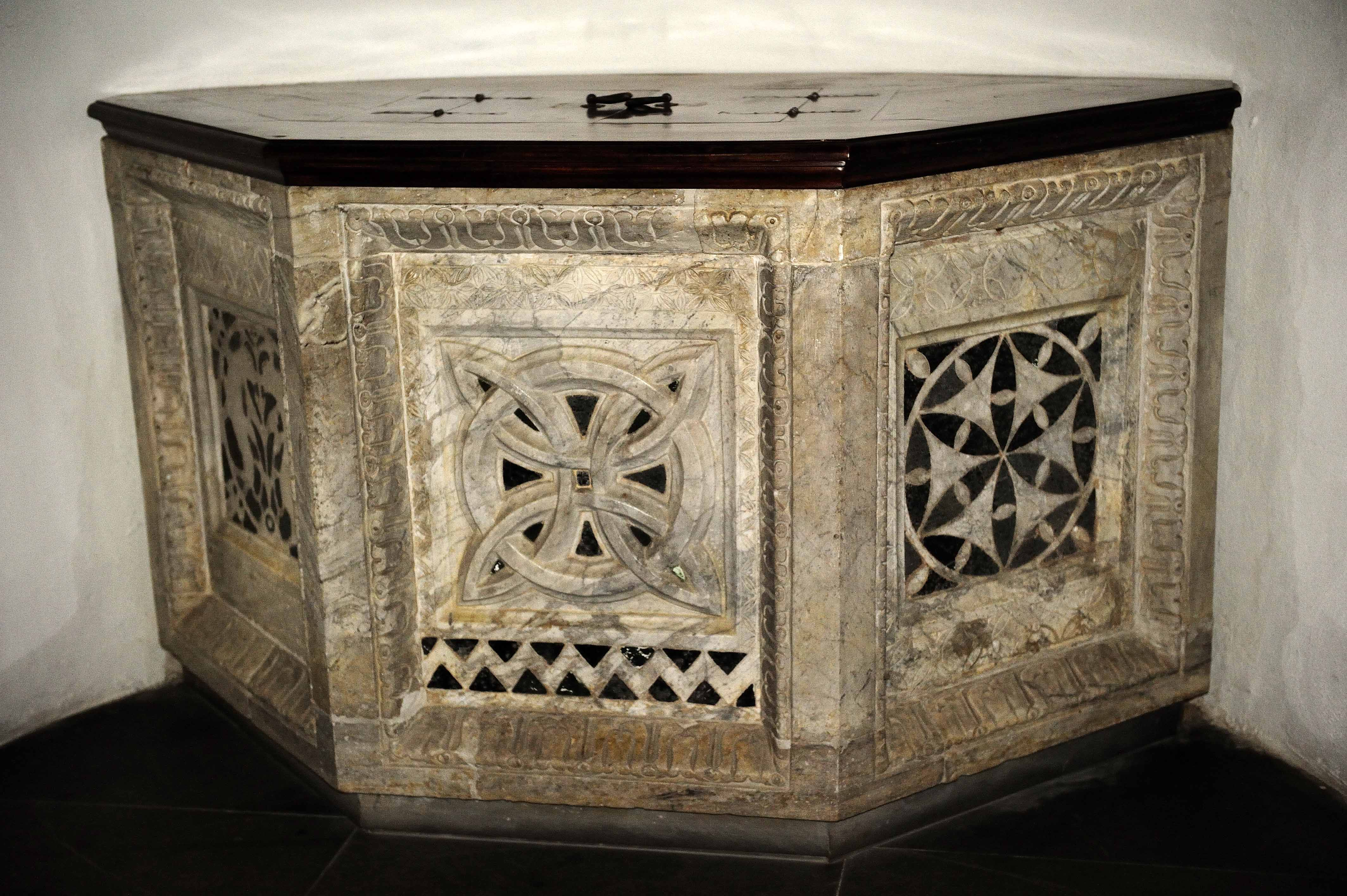
Il Fonte Battesimale in origine collocato nella pieve e adesso in uso presso la Chiesa di Sant'Andrea (Montespertoli)